# David Mörlin
David Mörlin, auch Mörlein, (* um 1565 in (vermutlich) Harburg; † nach 1608) war ein deutscher Notar, Schulmeister und Stadtschreiber.
Mörlin nannte sich selbst Harbugensis. Daher wird als Geburtsort Harburg angenommen. 1572 besuchte er in Dillingen die Schule und dann in Donauwörth. Am 12. Mai 1578 schrieb er sich an der Universität Ingolstadt als Famulus des Theologieprofessors Albert Hunger und Student der Rechte ein. Um 1583 ist er als Diener und Schreiber von Professor Caspar Francks, Pfarrer von St. Moritz, belegt. 1590 begleitete er Dr. Georg Brand, eichstättischer Rat, nach Rom. Dort führte er den Titel eines päpstlichen Notars. 1590–1598 ratifizierte er jeweils am Semesterende als päpstlicher bzw. öffentlicher Notar die Inskriptionslisten. 1605 wurde er Stadtschreiber in Greding. An Michaeli 1608 wurde er in Greding Schulmeister.
Er verfasste einige volkstümliche religiöse Schriften. Sein bedeutendsten Werk aus dem Jahre 1597 geht über die Wallfahrt von Bettbrunn.